# دانشکده داروسازی گیلان
دانشکده داروسازی دانشگاه علوم پزشکی گیلان یکی از دانشکده‌های داروسازی ایران وابسته به دانشگاه علوم پزشکی گیلان در رشت است.

## تاریخچه
دانشکده داروسازی گیلان در سال ۱۳۹۱ بنیانگذاری شد. هم‌اکنون ریاست این دانشکده را زهرا حصاری شرمه برعهده دارد.